# Titans (2018)

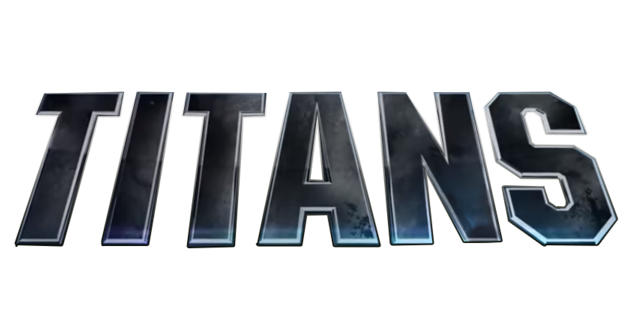

Titans ist eine US-amerikanische Fernsehserie, die auf der Superheldengruppe Teen Titans von DC Comics basiert. Die Veröffentlichung findet seit dem 12. Oktober 2018 über den Video-on-Demand-Service DC Universe statt. Im deutschsprachigen Raum ist die Serie seit Januar 2019 über Netflix verfügbar. Im November 2019 wurde eine dritte Staffel in Auftrag gegeben, die am 12. August 2021 auf HBO Max Premiere feierte. Im Oktober 2021 wurde die Serie um eine vierte und letzte Staffel verlängert, die vom 3. November 2022 bis zum 11. Mai 2023 ausgestrahlt wurde. In Deutschland wurde bisher nur die erste Staffel auf DVD veröffentlicht.

## Handlung

### Staffel 1
Die Jugendliche Rachel Roth hat übernatürliche Fähigkeiten. Sie kann beispielsweise die Gedanken anderer Menschen spüren, wenn sie sie berührt, und lässt manchmal aus Angst oder Wut Glasscheiben zerspringen, da sie ihre Fähigkeiten nicht kontrollieren kann. Manchmal hat sie auch ein verzerrtes dunkles Spiegelbild, das auf sie einredet, sie verängstigt und sie an etwas Böses in ihr glauben lässt. Sie träumt vom in der Vergangenheit liegenden Tod von Dick Graysons Eltern, die bei einem als Unfall getarnten Mord vor 15 Jahren während einer Zirkusvorführung ums Leben gekommen sind. Grayson wurde daraufhin vom Milliardär Bruce Wayne aufgenommen, der als Batman in Gotham City aktiv ist. Ihm schloss sich Dick als Sidekick Robin an.
Eines Tages wird Rachels Mutter vor ihren Augen von einem Unbekannten erschossen. Vor ihrer Ermordung offenbart sie ihrer Tochter, dass sie gar nicht ihre leibliche Mutter ist. Rachel flieht daraufhin nach Detroit, wo sie auf den Polizisten Dick Grayson stößt. Er ist weiterhin insgeheim als Robin aktiv, hat sich aber neuerdings von Batman losgelöst.
Nachdem Rachel von dem Unbekannten entführt und fast umgebracht wird und sie den Entführer in Notwehr tötet, als ihre dunkle Seite die Kontrolle übernimmt, nimmt Dick Rachel mit. Er bringt sie bei Hawk und Dove, die seine Ex-Freundin ist, in Obhut. Allerdings wird ihnen aufgelauert und Rachel wird von der Nuclear Family gekidnappt, während Dawn alias Dove schwer verletzt wird. Während ihrer Entführung wird Rachel von Kory Anders aufgespürt und befreit, die ihre Erinnerungen verloren hat und nur noch weiß, dass sie Rachel sucht. Kory ist außergewöhnlich stark und hat die Kräfte, Energieblasen zu erzeugen, die die Umgebung in Brand setzen.
Dick macht sie ausfindig und sie bringen Rachel bei Nonnen in dem Kloster, in dem ihre Mutter bereits mit ihr als Baby Zuflucht gesucht hat, in Sicherheit. Diese sperren Rachel jedoch aus Sorge vor ihren übernatürlichen Fähigkeiten ein. Rachel schafft es, aus dem Kloster zu fliehen und trifft auf Garfield Logan, auch Gar genannt, der nach einem Unfall ein Serum injiziert bekommen hat, durch das er die Gabe hat, sich in einen Tiger zu verwandeln. Als Dick und Kory Rachel finden, schließt sich Gar der Gruppe an und sie bilden gemeinsam ein Team. Doch wird Rachel weiterhin von der Nuclear Family verfolgt und die Truppe wird erneut aufgespürt. Die Family wird von Dick, Gar, Rachel und Kory überwältigt und durch sie kommt Dick an ihren Auftraggeber Dr. Adamson heran, der die Attentäter über Zerebralbomben wegen ihres Scheiterns tötet.
Mit Hilfe von Jason Todd, Dicks Nachfolger als Batmans Sidekick Robin, überwältigt Dick Dr. Adamson und die mit dessen und seiner Ermordung beauftragten anrückenden Kräfte. Dr. Adamson gibt Auskunft, dass er ein Handlanger von Rachels Vater und deshalb hinter ihr her ist. Ebenfalls zeigt er Rachel an sich selbst, dass sie die Fähigkeit besitzt, Menschen zu heilen, und offenbart ihr, dass ihre leibliche Mutter Angela in einer Anstalt gefangen gehalten wird, da diese sie vor ihrem Vater verstecken wollte. Rachel macht sich daraufhin mit Gar und gefolgt von Dick und Kory auf, ihre Mutter zu retten. Nachdem sie zunächst scheitern, gefangen genommen, getrennt, gefoltert und befragt werden, können sie sich befreien und ihnen gelingt ihr Vorhaben. Dabei macht Rachels dunkle Seite ihre Heilung an Dr. Adamsons selbst zugefügtem Kehlenschnitt rückgängig, wodurch dieser stirbt. Sie zerstören die komplette Anlage, Dick verbrennt sein Robin-Outfit und die Gruppe beschließt, bei Angela in Ohio Unterschlupf zu suchen.
Dick trifft auf Donna Troy, die einst als Wonder Girl aktiv war. Mit ihr findet Dick heraus, dass Kory eigentlich hinter Rachel her ist, um sie zu eliminieren. Derweil versucht Rachel, Kory durch ihre neu entdeckte Gabe zu helfen, ihre Erinnerungen zurückzuerlangen. Während der Prozedur bringt Kory Rachel fast um, kann jedoch noch im letzten Moment von Donna gestoppt werden. Daraufhin flieht Kory, selbst verwirrt von ihrem Agieren, vom Anwesen Angelas, wird jedoch von Donna und Dick verfolgt. Sie kommen in einer Lagerhalle an, in der ein getarntes Raumschiff versteckt ist. Es ist Korys Raumschiff und gemeinsam mit Donna und Dick erfährt sie, dass sie Koriand’r alias Starfire vom Planeten Tamaran ist. Sie hat den Auftrag, Rachel zu töten, damit ihr Heimatplanet gerettet werden kann, der anderenfalls von Rachels Vater Trigon, der nur mithilfe seiner Tochter aus seiner Verbannung in diese Welt zurückkehren kann, zerstört wird, wie auch die Erde und weitere Welten.
Während Korys Angriff kann Rachel auf unerklärliche Weise gedanklich mit Dawn in Kontakt treten und weckt diese dadurch aus ihrer Bewusstlosigkeit auf. Dawn lässt Hank alias Hawk, der an ihrem Krankenbett geschlafen hat, wissen, dass Rachel ihre Hilfe braucht und sie Jason Todd finden müssen.
Derweil wird Gar auf Angelas Anwesen aus mysteriösen Gründen schwer krank und liegt im Sterben, da Rachels Kräfte nicht stark genug sind, ihn zu heilen. Angela erklärt ihrer Tochter, wie sie ihren Vater herbeiholen kann, damit er Gar mit seinen mächtigeren Kräften retten kann. Rachel beschwört daraufhin Trigon herauf, ohne zu wissen, dass dieser die Erde zerstören möchte und dass ihre Mutter sie manipuliert, als Dick, Kory und Donna wieder bei Angelas Anwesen ankommen. Trigon, der Gar mit Leichtigkeit heilt, baut ein Kraftfeld um das Anwesen auf, durch das er lediglich Dick eintreten lässt. Dabei manipuliert Trigon Dicks Gedanken und kann ihn so unter seine Kontrolle bringen.

### Staffel 2
Durch ihre telepathischen Fähigkeiten kann Rachel Hawk, Dove und Jason zu Hilfe rufen. Als sie mit Kory und Donna vor dem Kraftfeld stehen, lässt Trigon schließlich auch sie eintreten. Sie werden jedoch wie zuvor Dick manipuliert und unter seine Kontrolle gebracht. Daraufhin prügeln sie Garfield bewusstlos und Trigon reißt seiner Tochter das Herz heraus und kann dadurch auch ihre Gedanken manipulieren. Nachdem er in der Gestalt des Teufels mit Angela aus ihrem Anwesen heraustritt und sie tötet, kommt Garfield wieder zu sich, der Rachel wieder zu Bewusstsein verhilft. Daraufhin kann Rachel ihren Vater verbannen, woraufhin auch die restlichen Titans wieder zu sich kommen.
Kory entscheidet sich nach dem Kampf, die Gruppe zu verlassen und wird kurz darauf von Tamaranean Faddei aufgegriffen, der beauftragt wurde, Kory zurück zu ihrem Heimatplaneten Tamaran zu fliegen, damit Kory zur Königin gekrönt wird. Rachel, die weiterhin Schwierigkeiten hat, ihre Fähigkeiten zu kontrollieren, kann Kory jedoch überzeugen, zu bleiben. Dick fährt zu seinem Ex-Mentor Bruce Wayne alias Batman, der ihm unter der Voraussetzung, dass Dick auch Jason trainiert, finanzielle Mittel bereitstellt, um in San Francisco mit dem Titans Tower ein Quartier für die wiedergegründete Superheldengruppierung Titans einzurichten. In San Francisco rettet Dick Rose Wilson, die die Tochter von Deathstroke ist, und bringt sie in das Quartier. Es scheint zunächst, dass Deathstroke dadurch auf die Titans aufmerksam wird, tatsächlich wird Rose jedoch von ihm bei den Titans eingeschleust. Er heckt den Plan aus, die Titans durch Köderung voneinander zu trennen und so zu bekämpfen und entführt Jason. Daraufhin fordert er von den Titans die Auslieferung von Rose im Tausch gegen Jason. Dick trifft sich daraufhin mit Deathstroke und möchte sich gegen Jason als Geisel eintauschen. Allerdings hat Deathstroke geplant, Jason zu töten und stürzt ihn von einem Wolkenkratzer in die Tiefe. Den Sturz bekommt Connor, ein Klon von Superman und Lex Luthor, mit und rettet Jason. Er ist aus Luthors Labor Cadmus, in dem er erschaffen wurde, mit dem Hund Krypto ausgebrochen und wird von den Laboranten gesucht. Da er bei Jasons Rettung seine Kräfte offenbarte, werden er und Krypto von Luthors Einheiten aufgespürt. Connor wird dabei lebensbedrohlich mit Kryptonit angeschossen und Krypto zurück in das Labor gebracht.
Eve Watson, die Connor erschaffen hat, befreit Krypto und gemeinsam fliehen sie zu Connor, der tödlich verletzt im Titans Tower liegt. Mit Eves Expertise retten Kory und Rachel Connors Leben. Derweil plagen Dick Schuldgefühle an Jasons Sturz. Er entscheidet sich, Jason in sein Geheimnis einzuweihen. Demnach terrorisiert Deathstroke die Titans, da Dick Schuld am Tod von seinem Sohn ist: Nachdem Donna, Hawk, Dove und Dick gemeinsam mit Donnas Geliebten Garth alias Aqualad fünf Jahre zuvor die Titans bildeten, erschoss Deathstroke Garth. In der Folge spürte Dick Deathstrokes Sohn Jericho auf, um an seinen Vater zu gelangen. Dick offenbarte Jericho, dass sein Vater Slade Wilson ein Auftragskiller ist. Die Titans gewährten Jericho Obhut, als Slade von ihnen seinen Sohn zurückforderte. Beim Treffen kam es zur Konfrontation zwischen Deathstroke und Dick. Dabei warf sich Jericho als Deathstroke zum tödlichen Schlag gegen Dick ausholte, dazwischen und wurde dadurch von seinem Vater tödlich verwundet.
Als die anderen Titans davon erfahren, entscheiden sie sich, getrennte Wege zu gehen. Dick versucht bei Jerichos Mutter um Vergebung zu bitten und trifft dort auf Deathstroke. Er offenbart ihm, dass das Auseinandergehen der Titans sein Plan war, damit Dick genauso wie er seine Familie verliert und vereinsamt. Er kündigt an, jeden einzelnen Titan zu töten, sofern sie wieder zusammenkommen. Daher entscheidet sich Dick, die Polizei gegen sich aufzubringen, um inhaftiert zu werden. Beim Gespräch mit Deathstroke hat Dick auch bemerkt, dass Jerichos Bewusstsein in Deathstroke weiterlebt und er gegen seinen Vater kämpft, dessen Körper zu kontrollieren. Parallel erfährt Kory, dass ihre Schwester Blackfire auf Tamaran die Macht an sich gerissen hat und nun Kory verfolgt. Lediglich Garfield bleibt noch im Titans Tower und wartet auf das Erwachen von Connor. Nachdem dies geschieht, versucht Garfield Connor davon zu überzeugen, ebenfalls ein Titan zu werden. Auf der Straße kommt es jedoch zum Fiasko, da Connor aufgrund eines Missverständnisses Polizisten angreift. Dabei kommen die Cadmus-Mitarbeiter dahinter und führen Garfield, Connor und Krypto zurück in das Labor und unterziehen Garfield und Connor einer Gehirnwäsche. Derweil verlieben sich Rose und Jason, sodass Rose entscheidet, sich von ihrem Vater loszulösen und den Titans anzugehören. Rose offenbart Jason, dass ihr Vater sie bei den Titans eingeschleust hat, um sie von innen heraus zu trennen.
Rachel, Donna, Kory und Dawn kommen derweil zusammen, um die Titans wieder zu vereinen. Sie erfahren von Garfields und Dicks Gefangenschaft und wollen sie befreien. Dick ist jedoch in der Zwischenzeit aus dem Gefängnis ausgebrochen und erfährt, dass sich die Titans wiedervereinigt haben und dass Bruce Wayne ihm einen neuen Anzug anfertigen ließ. Daher bereitet sich Deathstroke darauf vor, die Titans zu töten. Er stellt sich Rachel, Kory, Donna und Dawn auf dem Weg zur Befreiung von Garfield entgegen und versucht sie zu töten. Doch stellen sich ihm Dick als Nightwing und Rose entgegen. Dabei tötet Rose ihren Vater, während Jerichos sein Bewusstsein vom Körper seines Vaters auf Rose’ Körper übertragen kann. Im Anschluss treffen sie in einem Freizeitpark auf Garfield und Connor, die unter dem Einfluss von Cadmus’ Gehirnwäsche stehen. Es kommt zum Kampf, zu dem auch Hawk dazustößt. Dabei können die Titans Garfield und Connor von der Gedankenmanipulation befreien. Allerdings stürzt im Freizeitpark eine Säule um, die Donna schützend auffängt, dabei jedoch tödlich verunglückt. Ihr Leichnam wird nach Themyscira zu den Amazonen gebracht. Rachel entscheidet sich, ihr zu folgen und trennt sich von den Titans.

### Staffel 3
Nach Rachels Weggang nach Themyscira wird es ruhig um die Titans, die nach Gotham ziehen. Dort befindet sich Bruce Wayne in einer Krise, da Jason vom Joker in eine Falle gelockt und getötet wurde. Obwohl Dick seinem früheren Mentor anbietet zu helfen, dringt dieser ins Arkham Asylum ein, tötet den Joker und verschwindet aus Gotham, ermahnt aber vorher Dick, ein besserer Batman zu sein.
Zeitgleich bittet Barbara Gordon, deren Vater Commissioner Jim Gordon von Mr. Freeze getötet wurde, Dick um Hilfe. Barbara, die zum Nachfolger ihres Vaters erklärt wurde und aufgrund eines Hinterhalts des Jokers im Rollstuhl sitzt, untersucht mit den Titans eine Reihe Überfälle, die von Red Hood begangen wurden.
Zusätzliche Hilfe erhält das Team vom externen Berater des GCPD, dem in Arkham inhaftierten Dr. Jonathan Crane.
Nach einiger Zeit stößt Dick auf Red Hood, muss jedoch zu seinem Entsetzen feststellen, dass es sich in Wahrheit um den totgeglaubten Jason Todd handelt. Dieser entführt Hank und implantiert ihm eine Bombe. Anschließend fordert er von Dawn, ihn zu erschießen, um Hank zu retten. Dick versucht die Situation zu deeskalieren, doch Dawn betätigt den Abzug, wonach sich herausstellt, dass Jason die Zünder vertauscht hatte, wodurch Hank schließlich stirbt. Jason kann wiederum fliehen.
Nach Hanks Tod verlässt Dawn die Titans und reist nach Paris, während Garfield und Kory in einem unterirdischen Gefängnis Komand'r alias Blackfire – Korys Schwester, die auf Tamaran die Macht gewaltsam übernommen hat – retten und ins Wayne Manor bringen. Derweil bringt Dick Dr. Crane in eine abgelegene Hütte außerhalb von Gotham.
In einer Reihe von Rückblenden erfährt der Zuschauer, dass Crane bereits nach Donnas Tod mit Jason Kontakt aufgenommen und ihn seit dieser Begegnung manipuliert hatte. Er manipulierte ihn sogar so weit, sich absichtlich vom Joker töten zu lassen. Anschließend ließ er Jason in der Lazarus-Grube von Ra’s al Ghul wiederbeleben und seine neue Identität als „Red Hood“ annehmen.

### Staffel 4
Connor will seinen „Vater“ Superman kennenlernen. Dazu reisen die Titans nach Metropolis. Unerwartet meldet sich der andere Vater, Lex Luthor, bei Connor. Dieser hat mithilfe dubioser Beraterinnen einen mystischen Ort gefunden, mit dem er seine Macht erweitern will. Bei einem Kennenlernen mit Connor stirbt Lex gewaltvoll durch Magie. Connor wird als einziger Verdächtiger festgenommen und unter Hochsicherheitsmaßnahmen verwahrt. Rachel kann die Magie nicht verstehen, die hinter den aktuellen Ereignissen steht, weswegen eine alte Freundin zu Hilfe gerufen wird. Connor wird entlastet. Ein neuer Charakter taucht auf, Sebastian Sanger, ein Einzelgänger mit großen Plänen zur Weltverbesserung. Er findet sich immer wieder in merkwürdigen Situationen und hat Halluzinationen. Wie sich herausstellt, ist er ein Kind Trigons, wurde aber aufgrund seines Geschlechts nicht von den Anhängern des Dämons anerkannt. Seine Mutter (Mother Mayhem) hat sich von diesen abgewandt und will aufgrund einer anderen Weißsagung die Rückkehr von Trigon erwirken, indem sie Sebastian in Brother Blood verwandelt. Davon erfährt Sebastian nur nach und nach. Er war als Pflegekind aufgewachsen und kannte seine Mutter nicht. Währenddessen finden die Titans heraus, dass durch ihre Vernichtung der Anlage der Trigonischen Anhängerinnen Mother Mayhem befreit wurde.
Gar hat immer wieder Visionen von einem rot erleuchteten Ort. Dieser Ort wird das „Red“ genannt und verbindet sämtliches Leben in allen Universen. Gar ist als Wächter dieses Reiches auserkoren. Langsam lernt er, die Möglichkeiten dieses Multiversums zu erkennen. Dabei landet er in einer Variante des Hauses der Doom Patrol – von wo aus er sich einst den Titans angeschlossen hatte. Er erfährt, dass der Chief (Niles Caulder) für seine Kräfte, aber auch für den Tod seiner Eltern verantwortlich ist.
Connor nähert sich innerlich und äußerlich seinem verstorbenen Vater Lex an. Er rasiert sich mit Hitzeblick den Kopf und trägt Anzug statt T-Shirt, um dem Bösewicht näher zu kommen. Das Team entfremdet sich von ihm.
Dick und Cory landen in einer magischen Kleinstadt, deren Einwohner durch akustische Suggestionen gefügig gemacht werden. Nur zwei Gehörlose können den beiden beim Entkommen helfen. Das Horn des Trigon, das in dieser Stadt versteckt war, fällt in die Hände von Sebastian und Mother.
Connor gibt mit LexCorp Sebastian die Möglichkeit, seinen lange gehegten Traum umzusetzen. Doch Sebastian hat plötzlich andere Pläne und bringt weltweit Millionen Menschen in Gefahr, auch den Liebhaber von Tim.
Mother Mayhem überzeugt Sebastian, sich freiwillig der Umwandlung in Brother Blood zu unterziehen. Sebastian schafft es, Trigon zu beschwören. Kory bringt alle Kräfte auf, um den Dämon endgültig zu verbannen.

## Entstehungsgeschichte
Im September 2014 gab Variety bekannt, dass der Sender Turner Network Television Interesse hat, eine Fernsehserie über die Teen Titans zu bestellen. Ende 2014 wurde ein Drehbuch für eine Pilotfolge, das von Akiva Goldsman und Marc Haimes geschrieben wurde, bestellt, in dem Dick Grayson aus dem Schatten von Batman tritt und zum Superhelden Nightwing wird. Im Mai 2015 sagte Kevin Reilly, der Vorsitzende von TNT, dass das Casting demnächst beendet werde und die Produktion der Serie, die entweder Titans oder Blackbirds benannt werden sollte, gestartet werden könne. Allerdings gab Reilly im Januar 2016 bekannt, dass TNT die Serie nicht weiter verfolgt, da dies nicht mehr Teil ihrer Strategie sei. Geoff Johns erklärte jedoch im Folgemonat, dass man nach wie vor Pläne für die Serie verfolge. Schließlich kündigte im April 2017 Warner Bros. an, dass Titans ab 2018 auf dem Sender The CW laufen solle. Die Pilotfolge wurde von Greg Berlanti, Akiva Goldsman und Geoff Johns geschrieben, die gemeinsam mit Sarah Schechter auch als Produzenten fungieren.
Im August 2017 wurde bekannt gegeben, dass Brenton Thwaites in die Rolle von Dick Grayson alias Robin beziehungsweise Nightwing schlüpft, während Teagan Croft die Rolle der Raven und Anna Diop die Rolle der Starfire übernimmt. Im folgenden Monat wurde Alan Ritchson gecastet, der die Figur Hank Hall alias Hawk verkörpert. Im selben Monat folgte die Besetzung von Minka Kelly in der Rolle der Dawn Granger alias Dove. Im Oktober wurde ferner die Rolle von Beast Boy mit Ryan Potter besetzt. Die Dreharbeiten für die erste Staffel begannen am 15. November 2017 in Toronto und endeten im Mai 2018.
Nach den Serien Arrow, The Flash, Legends of Tomorrow, Supergirl und Black Lightning ist Titans die sechste Serie, die von Greg Berlanti produziert wird und auf Figuren von DC Comics basiert. Auch wenn Titans Teil des Arrowverse ist – es spielt auf Erde 9 –, gab es keine Crossover mit den vorher genannten Serien, die alle auf Earth Prime spielen. Allerdings reist Gar in der neunten Folge der vierten Staffel durch das Multiversum und trifft u. a. auf Stargirl, die auf Erde 2 beheimatet ist. Ebenfalls wird in dieser Folge Archivmaterial anderer Arrowverse- und DC-Serien gezeigt, u. a. von The Flash, Swamp Thing, Teen Titans Go! und Smallville.

## Besetzung und Synchronisation
Die deutschsprachige Synchronisation wurde bei dem CSC-Studio nach Dialogbüchern von Eva Maria Peters, Luise Charlotte Brings, Franciska Friede, Manuela Bäcker und Manuel Karakas unter der Dialogregie von Stephanie Damare erstellt.

### Hauptdarsteller
| Rollenname                         | Schauspieler       | Hauptrolle (Episoden) | Nebenrolle (Episoden)            | Synchronsprecher      |
| ---------------------------------- | ------------------ | --------------------- | -------------------------------- | --------------------- |
| Dick Grayson / Robin / Nightwing   | Brenton Thwaites   | 1.01–4.12             |                                  | Nils Rieke            |
| Kory Anders / Koriand’r / Starfire | Anna Diop          | 1.01–4.12             |                                  | Jennifer Böttcher     |
| Garfield Logan / Beast Boy         | Ryan Potter        | 1.01–4.12             |                                  | Robert Knorr          |
| Rachel Roth / Raven                | Teagan Croft       | 1.01–4.12             |                                  | Franciska Friede      |
| Jason Todd / Robin / Red Hood      | Curran Walters     | 2.01–3.13             | 1.05–1.06, 1.11, 4.11            | Tim Kreuer            |
| Donna Troy / Wonder Girl           | Conor Leslie       | 2.01–2.13, 3.09–3.13  | 1.08, 1.10, 3.05                 | Stephanie Damare      |
| Hank Hall / Hawk                   | Alan Ritchson      | 2.01–3.09             | 1.02–1.03, 1.09–1.11             | Daniel Schütter       |
| Dawn Granger / Dove                | Minka Kelly        | 2.01–3.04             | 1.02–1.03, 1.09–1.11             | Manuela Bäcker        |
| Slade Wilson / Deathstroke         | Esai Morales       | 2.01–2.13             |                                  | Stephan Benson        |
| Rose Wilson / Ravager              | Chelsea Zhang      | 2.01–2.13             |                                  | Elise Eikermann       |
| Conner / Superboy                  | Joshua Orpin       | 2.06–4.12             | 1.11                             | Jesse Grimm           |
| Commissioner Barbara Gordon        | Savannah Welch     | 3.01–3.13             |                                  | Maria Wardzinska      |
| Dr. Jonathan Crane / Scarecrow     | Vincent Kartheiser | 3.02–3.13             |                                  | Robert Kotulla        |
| Komand'r / Blackfire               | Damaris Lewis      | 3.04–3.13             | 2.09, 2.13                       | Kristina von Weltzien |
| Tim Drake / Robin                  | Jay Lycurgo        | 4.01–4.12             | 3.01, 3.06, 3.08–3.09, 3.11–3.13 | Julian Henneberg      |
| Sebastian Sanger / Brother Blood   | Joseph Morgan      | 4.01–4.12             |                                  | Björn Schalla         |
| May Bennett / Mother Mayhem        | Franka Potente     | 4.01–4.11             |                                  | Freya Trampert        |

### Nebendarsteller
| Rolle                        | Schauspieler                        | Nebenrolle (Folgen)                        | Synchronsprecher   |
| ---------------------------- | ----------------------------------- | ------------------------------------------ | ------------------ |
| Dr. Adamson                  | Reed Birney                         | 1.02–1.07, 4.04                            | Michael Bideller   |
| Larry Trainor / Negative Man | Riley Shanahan Matt Bomer (Stimme)  | 1.04, 4.10                                 | Simon Jäger        |
| Cliff Steele / Robotman      | Matthew Zuk Brendan Fraser (Stimme) | 1.04, 4.10                                 | Torsten Münchow    |
| Angela Azarath               | Rachel Nichols                      | 1.07–2.01                                  | Katrin Decker      |
| Trigon                       | Seamus Dever                        | 1.10–2.01, 4.12                            | Christian Stark    |
| Bruce Wayne / Batman         | Iain Glen                           | 2.01–2.02, 2.07–3.01, 3.05–3.06, 3.09–3.13 | Marco Kröger       |
| William Randolph Wintergreen | Demore Barnes                       | 2.01–2.12                                  | Marcus Just        |
| Arthur Light / Dr. Light     | Michael Mosley                      | 2.02–2.05                                  | Nicolas König      |
| Jericho                      | Chella Man                          | 2.04–2.13                                  | Philipp Draeger    |
| Adeline                      | Mayko Nguyen                        | 2.04–2.12                                  | Simona Pahl        |
| Mercy Graves                 | Natalie Gumede                      | 2.06–2.13, 4.07, 4.11                      | Eva Michaelis      |
| Dr. Justin Cole              | McKinley Freeman                    | 2.11, 3.01–3.08, 3.10                      | Mark Bremer        |
| Dr. Artie Kind               | Kris Siddiqi                        | 3.04, 3.12–3.13                            | Stefan Brönneke    |
| Dr. Leslie Tompkins          | Krista Bridges                      | 3.05–3.07, 3.10–3.11                       | Marion von Stengel |
| Bernard Fitzmartin           | James Scully                        | 4.01–4.06, 4.08, 4.10–4.12                 | Johannes Semm      |
| Lex Luthor                   | Titus Welliver                      | 4.01                                       | Oliver Stritzel    |
| Jinx                         | Lisa Ambalavanar                    | 4.03–4.06, 4.09                            | Liza Ohm           |
| Victor Stone / Cyborg        | Joivan Wade                         | 4.09–4.10                                  | Amadeus Strobl     |
| als er selbst                | Grant Morrison                      | 4.09                                       | Frank Logemann     |
| Courtney Whitmore / Stargirl | Brec Bassinger                      | 4.09                                       | Lisa May-Mitsching |

## Episodenliste

### Staffel 1
| Nr. (ges.) | Nr. (St.) | Deutscher Titel | Originaltitel | Erstveröffentlichung USA | Deutschsprachige Erstveröffentlichung (D/A/CH) | Regie                 | Drehbuch                                                                       |
| ---------- | --------- | --------------- | ------------- | ------------------------ | ---------------------------------------------- | --------------------- | ------------------------------------------------------------------------------ |
| 1          | 1         | Titans          | Titans        | 12. Okt. 2018            | 11. Jan. 2019                                  | Brad Anderson         | Akiva Goldsman & Geoff Johns Idee: Akiva Goldsman, Geoff Johns & Greg Berlanti |
| 2          | 2         | Hawk und Dove   | Hawk and Dove | 19. Okt. 2018            | 11. Jan. 2019                                  | Brad Anderson         | Akiva Goldsman                                                                 |
| 3          | 3         | Anfänge         | Origins       | 26. Okt. 2018            | 11. Jan. 2019                                  | Kevin Rodney Sullivan | Richard Hatem, Geoff Johns, Marisha Mukerjee & Greg Walker                     |
| 4          | 4         | Doom Patrol     | Doom Patrol   | 2. Nov. 2018             | 11. Jan. 2019                                  | John Fawcett          | Geoff Johns                                                                    |
| 5          | 5         | Zusammen        | Together      | 9. Nov. 2018             | 11. Jan. 2019                                  | Meera Menon           | Bryan Edward Hill & Gabrielle Stanton                                          |
| 6          | 6         | Jason Todd      | Jason Todd    | 16. Nov. 2018            | 11. Jan. 2019                                  | Carol Banker          | Richard Hatem & Jeffrey David Thomas                                           |
| 7          | 7         | Die Heilanstalt | The Asylum    | 23. Nov. 2018            | 11. Jan. 2019                                  | Alex Kalymnios        | Bryan Edward Hill & Greg Walker                                                |
| 8          | 8         | Donna Troy      | Donna Troy    | 30. Nov. 2018            | 11. Jan. 2019                                  | David Frazee          | Richard Hatem & Marisha Mukerjee                                               |
| 9          | 9         | Hank und Dawn   | Hank and Dawn | 7. Dez. 2018             | 11. Jan. 2019                                  | Akiva Goldsman        | Geoff Johns                                                                    |
| 10         | 10        | Koriand’r       | Koriand’r     | 14. Dez. 2018            | 11. Jan. 2019                                  | Maja Vrvilo           | Gabrielle Stanton                                                              |
| 11         | 11        | Dick Grayson    | Dick Grayson  | 21. Dez. 2018            | 11. Jan. 2019                                  | Glen Winter           | Richard Hatem                                                                  |

### Staffel 2
| Nr. (ges.) | Nr. (St.) | Deutscher Titel  | Originaltitel | Erstveröffentlichung USA | Deutschsprachige Erstveröffentlichung (D/A/CH) | Regie             | Drehbuch                                  |
| ---------- | --------- | ---------------- | ------------- | ------------------------ | ---------------------------------------------- | ----------------- | ----------------------------------------- |
| 12         | 1         | Trigon           | Trigon        | 6. Sep. 2019             | 10. Jan. 2020                                  | Carol Banker      | Akiva Goldsman, Geoff Johns & Greg Walker |
| 13         | 2         | Rose             | Rose          | 13. Sep. 2019            | 10. Jan. 2020                                  | Nathan Hope       | Richard Hatem                             |
| 14         | 3         | Geister          | Ghosts        | 20. Sep. 2019            | 10. Jan. 2020                                  | Kevin Tancharoen  | Tom Pabst                                 |
| 15         | 4         | Aqualad          | Aqualad       | 27. Sep. 2019            | 10. Jan. 2020                                  | Glen Winter       | Jamie Gorenberg                           |
| 16         | 5         | Deathstroke      | Deathstroke   | 4. Okt. 2019             | 10. Jan. 2020                                  | Nick Gomez        | Bianca Sams                               |
| 17         | 6         | Conner           | Conner        | 11. Okt. 2019            | 10. Jan. 2020                                  | Alex Kalymnios    | Richard Hatem                             |
| 18         | 7         | Bruce Wayne      | Bruce Wayne   | 18. Okt. 2019            | 10. Jan. 2020                                  | Akiva Goldsman    | Bryan Edward Hill                         |
| 19         | 8         | Jericho          | Jericho       | 25. Okt. 2019            | 10. Jan. 2020                                  | Toa Fraser        | Kate McCarthy                             |
| 20         | 9         | Sühne            | Atonement     | 1. Nov. 2019             | 10. Jan. 2020                                  | Boris Mojsovski   | Jeffrey David Thomas                      |
| 21         | 10        | Abgestürzt       | Fallen        | 8. Nov. 2019             | 10. Jan. 2020                                  | Kevin Sullivan    | Jamie Gorenberg                           |
| 22         | 11        | E.L._.O.         | E.L._.O.      | 15. Nov. 2019            | 10. Jan. 2020                                  | Millicent Shelton | Bianca Sams                               |
| 23         | 12        | Der falsche Hawk | Faux Hawk     | 22. Nov. 2019            | 10. Jan. 2020                                  | Larnell Stovall   | Tom Pabst                                 |
| 24         | 13        | Nightwing        | Nightwing     | 29. Nov. 2019            | 10. Jan. 2020                                  | Carol Banker      | Richard Hatem & Greg Walker               |

### Staffel 3
| Nr. (ges.) | Nr. (St.) | Deutscher Titel                          | Originaltitel                            | Erstveröffentlichung USA | Deutschsprachige Erstveröffentlichung (D/A/CH) | Regie             | Drehbuch                            |
| ---------- | --------- | ---------------------------------------- | ---------------------------------------- | ------------------------ | ---------------------------------------------- | ----------------- | ----------------------------------- |
| 25         | 1         | Barbara Gordon                           | Barbara Gordon                           | 12. Aug. 2021            | 8. Dez. 2021                                   | Carol Banker      | Richard Hatem & Geoff Johns         |
| 26         | 2         | Red Hood                                 | Red Hood                                 | 12. Aug. 2021            | 8. Dez. 2021                                   | Carol Banker      | Tom Pabst                           |
| 27         | 3         | Hank und Dove                            | Hank & Dove                              | 12. Aug. 2021            | 8. Dez. 2021                                   | Millicent Shelton | Jamie Gorenberg                     |
| 28         | 4         | Blackfire                                | Blackfire                                | 19. Aug. 2021            | 8. Dez. 2021                                   | Millicent Shelton | Stephanie Coggins                   |
| 29         | 5         | Lazarus                                  | Lazarus                                  | 26. Aug. 2021            | 8. Dez. 2021                                   | Boris Mojsovski   | Bryan Edward Hill                   |
| 30         | 6         | Lady Vic                                 | Lady Vic                                 | 2. Sep. 2021             | 8. Dez. 2021                                   | Nick Gomez        | Prathi Srinivasan & Joshua Levy     |
| 31         | 7         | 51 %                                     | 51 %                                     | 9. Sep. 2021             | 8. Dez. 2021                                   | Nick Gomez        | Kate McCarthy                       |
| 32         | 8         | Nach Hause                               | Home                                     | 16. Sep. 2021            | 8. Dez. 2021                                   | Larnell Stovall   | Tom Pabst                           |
| 33         | 9         | Seelen                                   | Souls                                    | 23. Sep. 2021            | 8. Dez. 2021                                   | Boris Mojsovski   | Richard Hatem                       |
| 34         | 10        | Trübe Gewässer                           | Troubled Water                           | 30. Sep. 2021            | 8. Dez. 2021                                   | Larnell Stovall   | Melissa Brides                      |
| 35         | 11        | Der Anruf kommt von innerhalb des Hauses | The Call is Coming from Inside the House | 7. Okt. 2021             | 8. Dez. 2021                                   | Carol Banker      | Stephanie Coggins                   |
| 36         | 12        | Verschwenderisch                         | Prodigal                                 | 14. Okt. 2021            | 8. Dez. 2021                                   | Carol Banker      | Jamie Gorenberg & Bryan Edward Hill |
| 37         | 13        | Der Regen                                | Purple Rain                              | 21. Okt. 2021            | 8. Dez. 2021                                   | Chad Lowe         | Richard Hatem & Greg Walker         |

### Staffel 4
| Nr. (ges.) | Nr. (St.) | Deutscher Titel              | Originaltitel            | Erstveröffentlichung USA | Deutschsprachige Erstveröffentlichung (D/A/CH) | Regie            | Drehbuch                        |
| ---------- | --------- | ---------------------------- | ------------------------ | ------------------------ | ---------------------------------------------- | ---------------- | ------------------------------- |
| 38         | 1         | Lex Luthor                   | Lex Luthor               | 3. Nov. 2022             | 25. Juni 2023                                  | Nick Copus       | Richard Hatem                   |
| 39         | 2         | Mother Mayhem                | Mother Mayhem            | 3. Nov. 2022             | 25. Juni 2023                                  | Nick Copus       | Bryan Edward Hill               |
| 40         | 3         | Jinx                         | Jinx                     | 10. Nov. 2022            | 25. Juni 2023                                  | Boris Mojsovski  | Jamie Gorenberg                 |
| 41         | 4         | Super-Supermarkt             | Super Super Mart         | 17. Nov. 2022            | 25. Juni 2023                                  | Boris Mojsovski  | Tom Pabst                       |
| 42         | 5         | Das Trojanische Pferd        | Inside Man               | 24. Nov. 2022            | 25. Juni 2023                                  | Jen McGowan      | Joshua Levy & Prathi Srinivasan |
| 43         | 6         | Brother Blood                | Brother Blood            | 1. Dez. 2022             | 25. Juni 2023                                  | Jen McGowan      | Richard Hatem                   |
| 44         | 7         | Caul's Folly                 | Caul's Folly             | 13. Apr. 2023            | 25. Juni 2023                                  | Greg Walker      | Melissa Brides                  |
| 45         | 8         | Dick und Carol, Ted und Kory | Dick & Carol, Ted & Kory | 13. Apr. 2023            | 25. Juni 2023                                  | Greg Walker      | Tom Pabst                       |
| 46         | 9         | Wo ist Gar?                  | Dude, Where’s My Gar?    | 20. Apr. 2023            | 25. Juni 2023                                  | Eric Dean Seaton | Tom Pabst                       |
| 47         | 10        | Das Spiel ist aus            | Game Over                | 27. Apr. 2023            | 25. Juni 2023                                  | Jesse Warn       | Bryan Edward Hill               |
| 48         | 11        | Projekt Starfire             | Project Starfire         | 4. Mai 2023              | 25. Juni 2023                                  | Nick Copus       | Jamie Gorenberg                 |
| 49         | 12        | Titans für immer             | Titans Forever           | 11. Mai 2023             | 25. Juni 2023                                  | Nick Copus       | Richard Hatem                   |